# Walter Sommer (Politiker, 1903)

Walter Sommer

Walter Sommer (* 17. September 1903 in Dessau; † nach 1942 vermisst) war ein deutscher Politiker (NSDAP).

## Leben und Wirken
Nach dem Besuch der Mittelschule und der Handels-Realschule in Dessau war Sommer vier Jahre als Lehrling und Praktikant im Bereich Maschinenbau. Anschließend wurde er an der Gewerbe-Hochschule in Köthen ausgebildet. Danach verdiente er seinen Lebensunterhalt bei der Werkstatt-Kontrolle beim Junkers-Motorenbau.
Im September 1923 trat Sommer in die NSDAP und SA ein. Während des vorübergehenden Verbots der Partei von November 1923 bis Anfang 1925 war er in der Treuschaft Lützow des Frontbann und in der NS-Freiheitsbewegung tätig. Um 1925 trat er erneut der NSDAP bei.
Sommer übernahm für die Partei nacheinander Aufgaben als Kreisdeputierter und Stadtverordneter, später als Kreisleiter der NSDAP in Dessau-Stadt im Gau Magdeburg-Anhalt und schließlich als Abschnittsleiter für Anhalt sowie als unbesoldeter Stadtrat (Polizeidezernent) in Dessau.
Ab November 1933 war er für den Wahlkreis 10 (Magdeburg) Mitglied im nationalsozialistischen Reichstag. Am 26. Oktober 1934 wurde er aus dem Reichstag ausgeschlossen und sein Mandat für ungültig erklärt. Für ihn rückte Wilhelm Trippler nach. Seit 1942 gilt er nach dem Einwohnermeldeamt Dessau als vermisst.